# گیلانشاه کوچک
گیلانشاه کوچک (نام علمی: Numenius minutus) نام یک گونه از سرده گیلانشاه‌های نوک‌خمیده است.